# 2M1207
2M1207 és una estrella nana marró de tipus espectral M8, descoberta per John Gizis el 2001. La seva edat és d'uns 10 milions d'anys i la seva massa, estimada per models teòrics, és de 0.025 masses solars.
Pertany a l'associació estel·lar de TW Hydrae (TWA).
Té un planeta, anomenat 2M1207 b, observat directament per imatge. Va ser descobert per Gael Chauvin i col·laboradors.
| Nom | Massa (MJ) | Semieix major (ua) |
| --- | ---------- | ------------------ |
| b   | 3–10       | 40.6 ± 1.3         |